# Pogódki
Pogódki – wieś kociewska w Polsce położona w województwie pomorskim, w powiecie starogardzkim, w gminie Skarszewy, w rynnowej dolinie Wierzycy. Wraz z miejscowościami Jaroszewy i Koźmin stanowi tzw. obszar „Trójwieś”.
Do 1954 roku miejscowość była siedzibą gminy Pogódki. W latach 1954-1972 wieś była siedzibą gromady Pogódki. W latach 1975–1998 miejscowość administracyjnie należała do województwa gdańskiego.
Część wsi nazywana jest zwyczajowo (nieurzędowo) Kozi Rynek.
Wieś wzmiankowana w 1198 roku. W 1258 roku książę Sambor II ufundował tu klasztor cystersów, przeniesiony następnie przez Mściwoja II do Pelplina. 
W pobliżu znajduje się rezerwat przyrody Brzęczek (150-letni las bukowy). Wokół wsi liczne głazy narzutowe.
Miejscowość atrakcyjna pod względem widokowym (na uwagę zasługuje panorama wsi z doliny Wierzycy).

## Zabytki
Według rejestru zabytków NID na listę zabytków wpisane są:
- kościół parafialny pw. św. Piotra i Pawła, XVIII, nr rej.: A-257 z 4.12.1961

Barokowy kościół pw. św. Piotra i Pawła został wybudowany na planie krzyża łacińskiego przez cystersów w latach 1701–1715 w zastępstwie rozebranego w 1723 z powodu ciasnoty XIII-wiecznego drewnianego kościoła cysterskiego.  Posiada barokowe szczyty oraz wieżę z przejazdem i potężnym hełmem dzwonowym z latarenką i iglicą. Całe jego wyposażenie w stylu rokokowym pochodzi z drugiej połowy XVIII wieku. W ołtarzu głównym gotycka Madonna, na stropie malowane płótna.
- neogotycki kościół ewangelicki, 1899, nr rej.: A-1116 z 10.06.1986, hełm wieży otoczony narożnymi iglicami oraz betonowymi elementami elewacji.
- cmentarz, nr rej.: j.w.
- dwór, poł. XIX, nr rej.: A-729 z 21.12.1972.

Ponadto znajdują się tutaj: kilka starych chat, XIX-wieczny młyn oraz resztki grodziska wczesnośredniowiecznego.

## Linki zewnętrzne

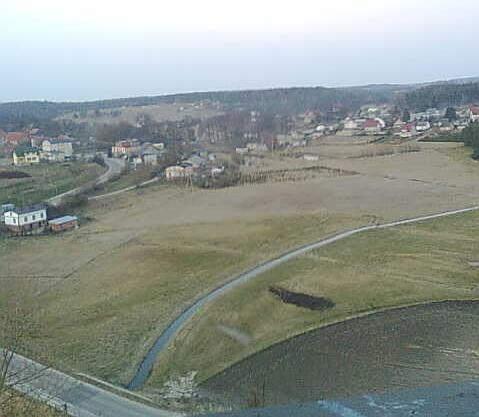
Widok z wieży kościoła św. Piotra i Pawła